# ジョン・ムーア (初代ムーア男爵)
初代ムーア男爵ジョン・ムーア（英語: John Moore, 1st Baron Moore PC (Ire)、1676年頃 – 1725年9月8日）は、アイルランド王国の政治家、貴族。

## 生涯
トマス・ムーア（Thomas Moore）とエレン・コリー（Ellen Colley、ダドリー・コリーの娘）の息子として生まれた。
1703年から1713年までフィリップスタウン選挙区の代表として、1713年から1715年までキングス・カウンティ選挙区の代表としてアイルランド庶民院の議員を務めた。1714年にアイルランド枢密院の枢密顧問官に任命され、1715年9月30日にタラモアのムーア男爵に叙された。ハノーヴァー朝による王位継承を支持したことが叙爵の一因とされる。
1725年9月8日に死去、タラモアで埋葬された。

## 家族
1697年9月15日、メアリー・ラム（Mary Lum、1681年11月7日（洗礼日） – 1722年11月7日、銀行家エルナサン・ラム（Elnathan Lum）の娘）と結婚、下記の子女を儲けた。
- チャールズ（1712年 – 1764年） - 第2代ムーア男爵、後に初代チャールヴィル伯爵に叙爵

その後、エリザベス・サンキー（Elizabeth Sankey、1738年7月17日没、ジョン・サンキーの娘）と再婚した。